# Martínez (achternaam)

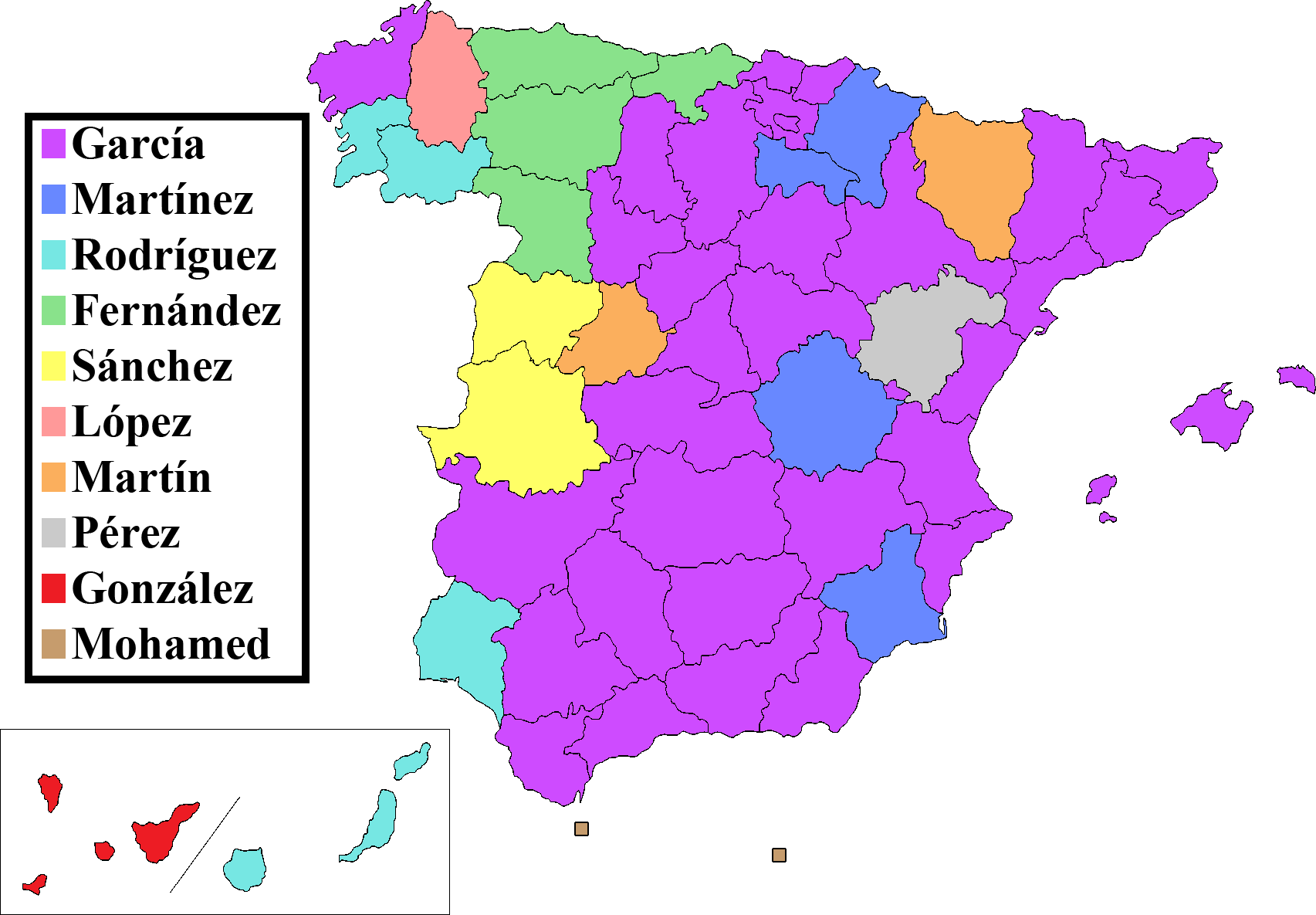
Meest voorkomende achternamen in Spanje naar provincie

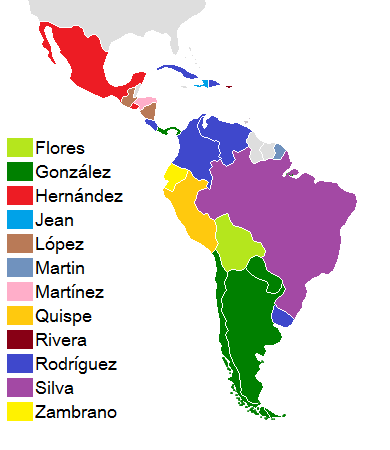
Meest voorkomende achternamen in Latijns-Amerika naar land

Martínez is een Spaanstalige achternaam. De naam is oorspronkelijk een patroniem en betekent "zoon van Martín". De verschillende afstammingen die de naam Martínez dragen, voeren niet terug naar één en dezelfde bron.
In Spanje is Martínez de op vijf na meest voorkomende achternaam. 833.673 personen heten met de eerste achternaam Martínez (Spanjaarden en Zuid-Amerikanen hebben twee achternamen waarvan de eerste de belangrijkste is, zie Iberische en Ibero-Amerikaanse achternamen) en dat is 1,79% van de bevolking. Ook in andere Spaanstalige landen is het een veel voorkomende achternaam. In Colombia hebben 530.721 inwoners Martínez als eerste achternaam en daarmee is het de op drie na meest voorkomende achternaam in dat land, net als in Mexico waar 2.384.308 personen zo heten. In Argentinië, waar 264.644 inwoners zo heet, is het de op zes na meest voorkomde achternaam.